# 達奇內 (丘胡伊夫區)

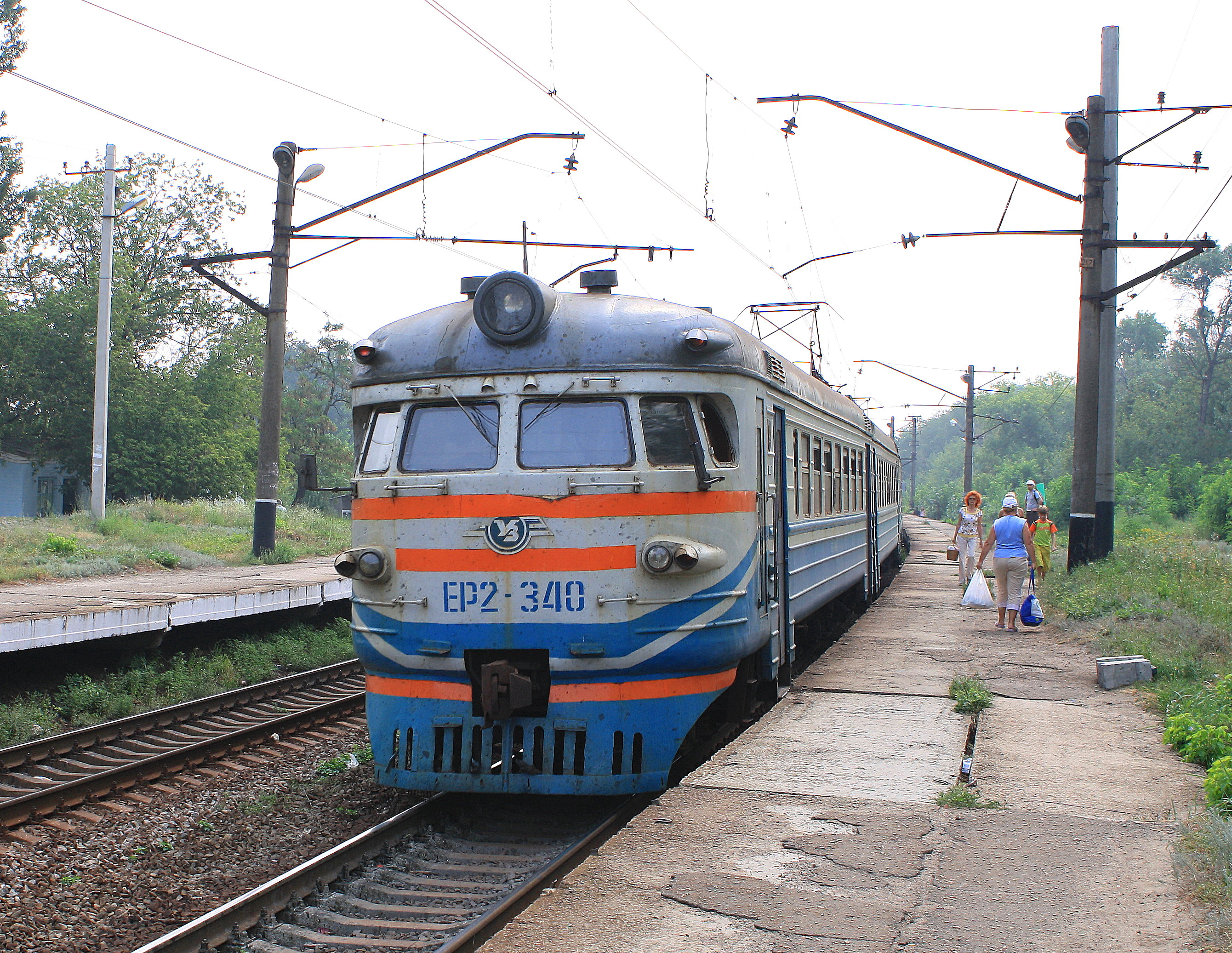

達奇內（烏克蘭語：Дачне）是位於烏克蘭東部的村莊，由哈爾科夫州丘胡伊夫区的斯洛博然斯凱市鎮負責管轄。該村始建於1680年，面積0.63平方公里，海拔高度104米，2001年人口129，人口密度每平方公里204.8人。
49°39′24″N 36°26′6″E / 49.65667°N 36.43500°E